# Oscar O’Brien
Oscar O’Brien (* 7. September 1892 in Ottawa; † 20. September 1958 in Montreal) war ein kanadischer Arrangeur, Komponist, Organist, Pianist und Musikpädagoge.
O’Brien studierte an der De La Salle Academy und an der University of Ottawa und nahm daneben Klavier- und Orgelunterricht bei Amédée Tremblay. Sechzehnjährig wurde er Stellvertreter Temblays als Organist an der Basilika Notre-Dame. Ab 1917 wirkte er als Lehrer, Orchesterpianist und Klavierbegleiter in Montreal.
Von 1915 bis 1930 arbeitete O’Brien als Begleiter, Arrangeur und Komponist mit dem Folksänger Charles Marchand zusammen. Sie gaben gemeinsam Konzerte, spielten Aufnahmen ein und traten bei den CPR-Festivals 1927 und 1928 in Québec auf. Nach dem Tod Marchands 1930 wurde O’Brien künstlerischer Leiter des Alouette Vocal Quartet. 1945 trat er in das Kloster von St-Benoît-du-Lac ein, wo er 1952 zum Priester ordiniert wurde.
Neben Bühnenwerken wie Scène des voyageurs (1928), Une Noce canadienne-française en 1830 (1929), À Saint-Malo (1930), Dix Danses limousines (1930), Pastorale (1930), Philippino (1931-3), La Passion (1935) und La Belle du Nord (1938) komponierte O’Brien u. a. Kammermusik wie das Trio für Klavier, Violine und Cello und eine Sonate (1927) für Cello und Klavier, um die sechzig Lieder sowie eine Messe de Requiem (1934–5) und eine Messe de Saint Joachim (1935–6). Er schrieb die Klavierbegleitung für die dreibändige Sammlung Chansons d’Acadie (1942–48) und arbeitete an den Canadian Folk Songs Old and New (1927, 1949) und Twenty-one Folk Songs of French Canada/Vingt-et-une Chansons canadiennes (1928) mit. Bei zahlreichen Plattenaufnahmen von Starr, Victor, Brunswick, Columbia, and Bluebird erscheint er als Arrangeur oder Klavierbegleiter.
Daneben gab O’Brien Vorlesungen zur kanadischen Musikfolklore und veröffentlichte Artikel zu der Thematik. Zu seinen Schülern zählten u. a. Lionel Daunais, Hector Gratton, Jacques Labrecque und Lucien Sicotte.